# Tiaan Kannemeyer
Tiaan Kannemeyer (Bellville, 14 de diciembre de 1978) es un exciclista profesional sudafricano.
Participó en la prueba en ruta de los Juegos Olímpicos de Atenas 2004 aunque no acabó la carrera. Un año después consiguió su mejor victoria al hacerse con la primera edición del UCI Africa Tour.

## Palmarés
2002 (como amateur)
- 1 etapa del Herald Sun Tour
- Campeonato de Sudáfrica en Ruta

2003
- Tour de Egipto, más 1 etapa
- 1 etapa del Tour de Queensland

2004
- 2.º en el Campeonato de Sudáfrica Contrarreloj
- 1 etapa del Giro del Capo

2005
- Campeonato de Sudáfrica Contrarreloj
- 2.º en el Campeonato de Sudáfrica en Ruta
- Giro del Capo, más 2 etapas
- UCI Africa Tour

## Equipos
- Team Cologne (2000-2001)[2]
- Minolta-Biomax (2002) (amateur)
- Barloworld (2003-2006)
  - Team Barloworld (2003)
  - Team Barloworld-Androni Giocattoli (2004)
  - Team Barloworld-Valsir (2005)
  - Barloworld (2006)
- Team Konica Minolta (2007)
- Team Neotel (2009)